# Lydia Liliʻuokalani
Liliʻuokalani (ur. 2 września 1838, zm. 11 listopada 1917) – ostatnia królowa Hawajów, otrzymała później chrześcijańskie imię Lydia Liliʻuokalani, a później znana jako Lydia K. Dominis. Panowała w okresie 20 stycznia 1891–17 stycznia 1893. 16 września 1862 wyszła za mąż za Amerykanina Johna Owena Dominisa, który zmarł wkrótce po tym, jak jego żona została królową.

## Panowanie
Lydia Liliʻuokalani odziedziczyła tron po swoim bracie, królu Kalākaui. Jako nowa królowa była zmuszona przysiąc, że utrzyma Konstytucję Bagnetową. Zrobiła to niechętnie, ale zależało jej na utrzymaniu kruchego pokoju. Wkrótce potem jako swoją następczynię wybrała księżniczkę Kaʻiulani. Królowa Liliʻuokalani zrobiła wszystko, co w jej mocy, aby rządzić uczciwie i odpowiedzialnie, ale stanęła w obliczu ogromnej presji ze strony obcokrajowców, którzy mieli nadzieję podporządkować Hawaje całkowitej kontroli rządu Stanów Zjednoczonych. W roku 1892 Lorrin Thurston i inni utworzyli Klub Aneksyjny – grupę zorganizowaną jedynie w celu trwałego obalenia monarchii, a w związku z tym niepodległości Hawajów. Miejscowi obywatele zorganizowali marsz do pałacu w celu wręczenia królowej petycji z żądaniem nowej konstytucji. Królowa Liliʻuokalani zgodziła się i powstał projekt nowego dokumentu. 14 stycznia 1893 roku, w dniu zamknięcia sesji zgromadzenia ustawodawczego, przygotowała się do podpisania dokumentu i wysłania sygnału, że Hawajczycy odbierają swój kraj. Członkowie jej gabinetu błagali ją, by się wycofała.
Minister Stanów Zjednoczonych do spraw Hawajów, John Leavitt Stevens (przedstawiciel dyplomatyczny), otwarcie popierał frakcję proaneksyjną. Oświadczył, że gdyby królowa Liliʻuokalani stwarzała jakieś problemy, które mogłyby zagrozić życiu Amerykanów, natychmiast przyśle tu zbrojne oddziały piechoty morskiej z USS „Boston”, który stał na kotwicy w porcie Honolulu.

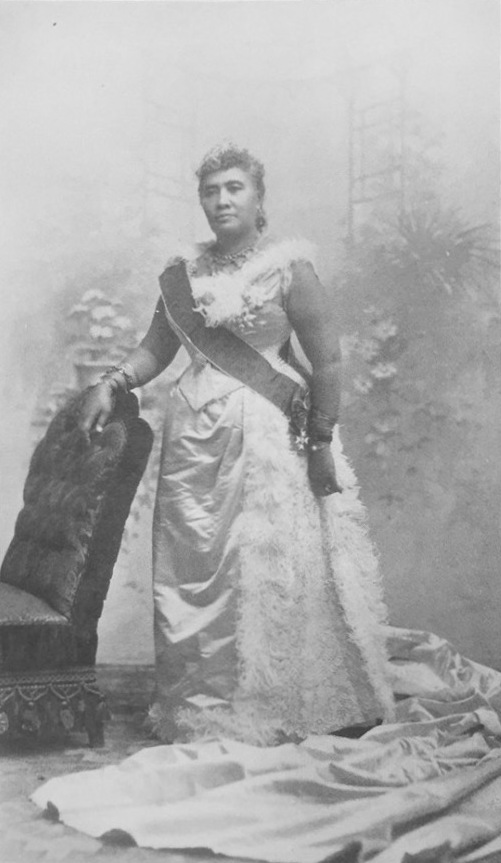
Królowa Hawajów

Następnego dnia, 15 stycznia, królowa obiecała odłożyć zmiany konstytucyjne i poczekać na rozpoczęcie kolejnej sesji zgromadzenia ustawodawczego. Wielu historyków ocenia to jako śmiertelny błąd, twierdząc, że powinna była postępować zgodnie z pierwotnym planem, ponieważ była to ostatnia nadzieja na ocalenie monarchii. Kolejny dzień przyniósł pokojową demonstrację dużego tłumu rdzennych Hawajczyków przed pałacem ʻIolani. Minister Stevens rozkazał stu sześćdziesięciu uzbrojonym komandosom zejść na ląd i wznieść w pobliżu obronny mur. Jeden z członków Klubu Aneksyjnego, Stanford B. Dole, został nominowany na stanowisko prezesa rządu tymczasowego.

## Ostatnie dni niepodległości
17 stycznia 1893 roku ogłoszono, że Hawaje znajdują się odtąd pod nadzorem prezesa Dole’a i samozwańczego rządu tymczasowego (znanego jako RT). Królowa Liliʻuokalani zgodziła zrzec się tronu pod warunkiem, że władzę przejmą Stany Zjednoczone, a nie rebelianci z bezprawnego rządu tymczasowego. Prezes Dole i jego poplecznicy zignorowali to wystąpienie i wprowadzili stan wojenny, co oznaczało, że obejmują władzę absolutną na Hawajach.
4 lipca 1894 roku Sanford Dole mianował sam siebie prezydentem Republiki Hawajów. W odpowiedzi Hawajczycy stworzyli podziemny ruch oporu i powstała grupa zwana rojalistami. Jej celem było przywrócenie tronu królowej Liliʻuokalani. Rojaliści przypuścili atak na rząd tymczasowy w roku 1895, ale zostali pokonani, tych zaś, którzy przeżyli, aresztowano. Ponieważ broń znaleziono również w domu Liliʻuokalani, także ją uwięziono. Przetrzymywana była w małym pokoju w pałacu ʻIolani, a następnie została odesłana do domu, gdzie wiele miesięcy spędziła w areszcie domowym. 12 sierpnia 1898 roku Hawaje oficjalnie włączono do Stanów Zjednoczonych.